# Caloptilia hemiconis
Caloptilia hemiconis är en fjärilsart som först beskrevs av Edward Meyrick 1894. Caloptilia hemiconis ingår i släktet Caloptilia och familjen styltmalar.
Artens utbredningsområde är:
- Myanmar.
- Thailand.

Inga underarter finns listade i Catalogue of Life.